# انسان‌شناسی فرافردی

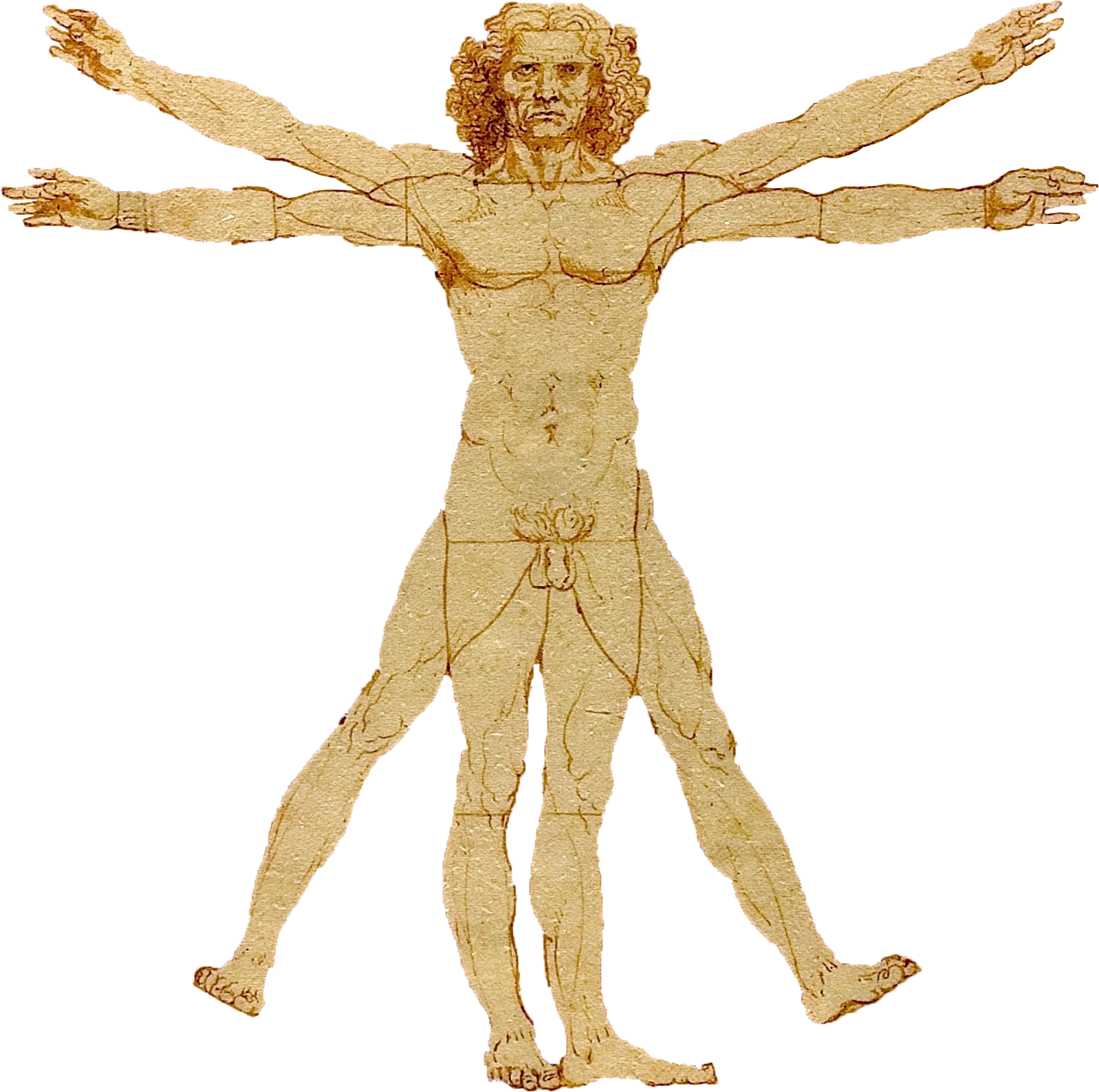
مرد ویترویی اثر لئوناردو داوینچی، ونیز (1485-90)

انسان‌شناسی فرافردی یک زیررشته از انسان‌شناسی فرهنگی و مطالعات فرافردی است. این مطالعه رابطه بین حالتهای تغییریافته آگاهی و فرهنگ را بررسی می‌کند.

## مشارکت‌ها در نظریه دانشگاهی
این زمینه همچنین شامل تئوری‌های انسان‌شناس دنیس گافین است که کارهای وی پیرامون مفهوم سازی مجدد از پری‌شناسی و پری-باور در متن انسان‌شناسی است.